# Panzermühle (Nennslingen)
Panzermühle ist ein Gemeindeteil des Marktes Nennslingen im Landkreis Weißenburg-Gunzenhausen (Mittelfranken, Bayern). Panzermühle liegt in der Gemarkung Nennslingen.

## Geographie
Die Mühle liegt im Anlautertal am südöstlichen Rand von Nennslingen zwischen Nennslingen und der ebenfalls zur Gemeinde Nennslingen gehörenden Steinmühle. Die Anlauter fließt verrohrt unter der Mühle hindurch. An der Panzermühle führt im Osten die Kreisstraße WUG 16 vorbei.

## Namensdeutung
Die Mühle ist vermutlich nach einer Besitzerfamilie „Bannzer“ benannt. Eine andere weniger wahrscheinliche Namensdeutung sieht eine „Mühle mit einem Panzer- bzw. Pansterrad.“ Demnach war die Mühle mit einer „Pansterkette“ ausgestattet, mit der das Mühlenrad je nach Wasserstand höher oder tiefer gestellt werden konnte.

## Geschichte
In Belegen des 14. und 15. Jahrhunderts heißt die Mühle nach ihrem damaligen Besitzer Grimm-/Grymm-Mühle. So ist 1359 ein „Chunrad Grimüllner“ zu Nennslingen genannt, der eine Wiese oberhalb der „Grimül“ verkaufte. 1393 ist er oder sein Sohn als „Conrad Grymmüllner de Nenslingen“ noch einmal genannt. In einem Beleg von 1452 erscheint die Mühle als „Grymmül bei Nenßling“ (amtliche Schreibweise bis 1875 „Nensling“). 1492 ist in einem Anniversarienverzeichnis von Nennslingen von einem Grimm-Müller die Rede; dort wird auch die Grimm-Wiese genannt, die noch Jahrhunderte später so heißt. 1507 ist in einem Salbuch des Schenk von Geyern ein Müller Michael Panzer aufgeführt, 1557 ein Georg Bannzer, der die „Mühl, Grimm-Mühl genannt“, besitzt. Letztmals erscheint 1570 die Familie „Pannzer“ als Mühlenbesitzer. 1573 bis 1582 wird ein Veit Planckh als Müller genannt, während ein Hans Pannßer die nahegelegene Weihermühle (die heutige Schwabenmühle) betreibt. 1605 ist ein Schirdelmeyer Panzermüller. 1628 ist Hans Volland, Sohn des gleichnamigen Furthmüllers, Panzermüller, 1633 ein Schirlmeyer. 1666 ist Paul Volandt, Sohn von Hans Volland, „der junge Banzermüller“. 1676 wird ein Hannß Georg Hoffmann als Besitzer der „Grim- anjizo Banzermühl“ genannt. Sie ist auch zu diesem Zeitpunkt dem ansbachischen Amt Geyern vogt-, zins-, lohn- und dienstbar. Nicht geklärt ist, warum er auch dem Dominikanerkloster Eichstätt Reichnisse (45 Pfennig) zu geben hatte. In einem Beleg von 1682 heißt es – wie schon 1622 –, dass die Mühle zur evangelisch-lutherischen Pfarrei Thalmannsfeld gehört; erst 1811 wurde sie nach Nennslingen gepfarrt. 1692 wird die Mühle unter dem Müller Hannß Schwab als „ziemlich baufällig“ bezeichnet, 1730 erscheint sie als „Pantzer Mühl“.
Das Oberamt Stauf-Geyern wird 1792 preußisch. Mit dem Ende des Heiligen Römischen Reichs kam die Panzermühle mit Nennslingen im ehemaligen Fürstentum Ansbach an das Königreich Bayern, dort ab 1809 an das Landgericht Raitenbuch und ab 1812 an das Landgericht Greding. Ein halbes Jahrhundert später stand ein erneuter Wechsel in der Verwaltungszugehörigkeit an: Zum 1. Oktober 1857 kam die Einöde mit Nennslingen und weiteren sechs Gemeinden aus dem Landgericht Greding in das Landgericht Weißenburg, aus dem sich der heutige Landkreis Weißenburg-Gunzenhausen entwickelte.
Zunächst war die Panzermühle durch das königliche Reskript vom 7. August 1808 mit vier weiteren Mühlen, dem Kappelhof, Burgsalach, Pfraunfeld, Indernbuch und Nennslingen selbst dem Steuerdistrikt Nennslingen zugeteilt. Dieser wurde 1811 unter Ausschluss von Burgsalach, Pfraunfeld und Indernbuch zur Ruralgemeinde umgestaltet. Ab August 1810 sitzt, wie noch im 20. Jahrhundert, die Familie Gloßner auf der Mühle.
Seit dem 1. Mai 1978 sind die ehemals selbstständigen Gemeinden Nennslingen (mit der Panzermühle und anderen Gemeindeteilen), Biburg, Gersdorf und Wengen im Zuge der Gemeindegebietsreform im Markt Nennslingen vereinigt.
Das heutige 1844 errichtete Mühlengebäude ist ein zweigeschossiger Satteldachbau, der südlich abgewalmt ist und Eckquaderungen aufweist. In den 2010er Jahren wurde es nach vier Jahrzehnten Leerstand renoviert. Die Mühle und die Schneidsäge, deren Technik von 1950 stammt, werden von dem jetzigen Besitzerehepaar nur noch zu Privatzwecken genutzt.

### Einwohnerentwicklung
- 1824: 10 Einwohner, 1 Anwesen[7]
- 1861: 11 Einwohner, 5 Gebäude[14]
- 1929: 9 Einwohner[15]
- 1950: 8 Einwohner, 1 Wohngebäude[16]
- 1961: 7 Einwohner, 1 Wohngebäude[17]
- 1987: 7 Einwohner, 2 Gebäude mit Wohnraum[1]